# Jekaterina Sloeva
Jekaterina Sloeva (Cyrillisch: Екатерина Слоева) (23 mei 1999, Irkoetsk) is een in Rusland geboren Wit-Russisch langebaanschaatsster.
Tot juni 2019 had zij de Russische nationaliteit, nadien komt zij uit voor Wit-Rusland.
In 2021 startte Sloeva op de Europese kampioenschappen schaatsen 2021 in Thialf, Heerenveen. Sloeva nam niet deel aan het WK Allround in 2022, omdat deelname door ISU werd verboden. Dit als onderdeel van sancties tegen Rusland en Wit-Rusland na de Russische invasie van Oekraïne. 

## Persoonlijke records[3]
| Afstand    | Tijd    | Datum           | Baan           |
| ---------- | ------- | --------------- | -------------- |
| 500 meter  | 38,87   | 3 december 2021 | Salt Lake City |
| 1000 meter | 1.15,07 | 4 december 2021 | Salt Lake City |
| 1500 meter | 1.58,51 | 30 januari 2021 | Heerenveen     |
| 3000 meter | 4.08,69 | 31 januari 2021 | Heerenveen     |
| 5000 meter | 7.30,38 | 8 januari 2021  | Minsk          |

## Resultaten
| Jaar | EK Allround             | WK Afstanden                                   | Olympische Spelen                    |
| ---- | ----------------------- | ---------------------------------------------- | ------------------------------------ |
| 2021 | NC14 (14e, 14e, 14e, -) | 20e 1000m 17e 1500m 20e 3000m 6e achtervolging |                                      |
| 2022 |                         |                                                | 21e 1000m 16e 1500m 7e achtervolging |

(#, #, #, #) = afstandspositie op allroundtoernooi (500m, 3000m, 1500m, 5000m).
NC14 = niet gekwalificeerd voor de laatste afstand, maar wel als 14e geklasseerd in de eindrangschikking

## Persoonlijk
Jekaterina Sloeva is een dochter van de voormalige Russische schaatsster Oksana Ravilova.